# Stara Brezovica
Stara Brezovica (izvirno srbsko Стара Брезовица) je naselje v Srbiji, ki upravno spada pod Mesto Vranje; slednja pa je del Pčinjskega upravnega okraja.

## Demografija
V naselju živi 72 polnoletnih prebivalcev, pri čemer je njihova povprečna starost 45,8 let (42,8 pri moških in 49,1 pri ženskah). Naselje ima 30 gospodinjstev, pri čemer je povprečno število članov na gospodinjstvo 2,97.
To naselje je popolnoma srbsko (glede na rezultate popisa iz leta 2002).
|  |

| Demografija | Demografija     | Demografija     |
| Leto        | Št. prebivalcev | Št. prebivalcev |
| ----------- | --------------- | --------------- |
|             |                 |                 |
|             |                 |                 |
|             |                 |                 |
|             |                 |                 |
| 1948        | 497             |                 |
| 1953        | 504             |                 |
| 1961        | 513             |                 |
| 1971        | 375             |                 |
| 1981        | 238             |                 |
| 1991        | 136             | 136             |
| 2002        | 89              | 89              |
|             |                 |                 |

| Etnična sestava po popisu iz leta 2002 | Etnična sestava po popisu iz leta 2002 | Etnična sestava po popisu iz leta 2002 | Etnična sestava po popisu iz leta 2002 | Etnična sestava po popisu iz leta 2002 |
| -------------------------------------- | -------------------------------------- | -------------------------------------- | -------------------------------------- | -------------------------------------- |
| Srbi                                   | Srbi                                   |                                        | 89                                     | 100,0%                                 |
| Neznano                                | Neznano                                |                                        | 0                                      | 0,0%                                   |